# Parachromis managuensis
Parachromis managuensis és una espècie de peix de la família dels cíclids i de l'ordre dels perciformes.

## Morfologia
- Els mascles poden assolir 55 cm de longitud total i 1.580 g de pes.[1][2]

## Alimentació
Menja peixets i macroinvertebrats.

## Hàbitat
Viu en zones de clima tropical entre 25 °C-36°C de temperatura i entre 3-10 m de fondària.

## Distribució geogràfica
Es troba al vessant atlàntic de Centreamèrica: des del riu Ulua (Hondures) fins al riu Matina (Costa Rica).